# Lycium yunnanense
Lycium yunnanense ist eine Pflanzenart aus der Gattung der Bocksdorne (Lycium) in der Familie der Nachtschattengewächse (Solanaceae).

## Beschreibung
Lycium yunnanense ist ein etwa 0,5 m hoch werdender, aufrecht wachsender Strauch. Seine Laubblätter werden 80 bis 150 mm lang und 20 bis 30 mm breit.
Die Blüten sind zwittrig. Der Kelch ist glockenförmig, seine Kelchröhre ist etwa 2 mm lang. Die Krone ist trichterförmig und blass blau-purpurn, purpurn oder gelegentlich weiß gefärbt. Die Länge der Kronröhre beträgt 3 bis 4 mm, die der Kronlappen 2 bis 3 mm. Die Staubfäden sind oberhalb der Basis filzig behaart.
Die Frucht ist eine gelb-rote, kugelförmige Beere, die 4 mm im Durchmesser misst. Sie enthält etwa 20 Samen.

## Vorkommen
Die Art ist in der chinesischen Provinz Yunnan verbreitet.

## Belege
- J.S. Miller und R.A. Levin: Lycium yunnanense. In: Project Lycieae